# Antonio Spallino
Antonio Spallino (Como, 1º aprile 1925 – Como, 28 settembre 2017) è stato uno schermidore e politico italiano, specializzato nel fioretto e nella spada, plurimedagliato ai Giochi olimpici e sindaco di Como dal 1970 al 1985.

## Biografia
Era figlio del senatore Lorenzo Spallino.

### Carriera sportiva

#### Scherma
Da atleta è stato vincitore di una medaglia d'oro nel fioretto a squadre a Melbourne nel 1956 (con Luigi Carpaneda, Manlio Di Rosa, Giancarlo Bergamini, Edoardo Mangiarotti e Vittorio Lucarelli), una d'argento nel fioretto a squadre a Helsinki nel 1952 (con Giancarlo Bergamini, Manlio Di Rosa, Edoardo Mangiarotti, Renzo Nostini e Giorgio Pellini) e una di bronzo nel fioretto individuale ai giochi olimpici di Melbourne.
Si è inoltre laureato campione italiano universitario di fioretto (1948), campione italiano assoluto di spada (1949), campione italiano assoluto di fioretto (1958), campione del mondo a squadre di spada (1949), campione del mondo a squadre di fioretto (1954) e campione del mondo a squadre di fioretto (1955).

#### Alpinismo
Due prime scalate direttissime, l'una su roccia (1955), l'altra su ghiaccio (1956) con Giuseppe Pinggera e Bruno Reinstadler, nel gruppo dell'Ortles/Alto Adige.

### Dirigenza sportiva
- Presidente Panathlon International - Club di Como (1970-1975)
- Presidente Panathlon International (1988-1996)
- Past-President Panathlon International (1996-2004)
- Membro d'onore del Panathlon International (dal luglio 2004)
- Vice Presidente del Comité Internazional pour le Fair Play
- Membro dell'Accademia Olimpica Nazionale Italiana

### Carriera politica
Durante la sua attività politica è divenuto prima assessore all'urbanistica (1965-1970) e poi Sindaco di Como (1970-1985).
È stato inoltre Commissario speciale della Regione Lombardia per l'incidente di Seveso - ICMESA (1977-1979) e presidente dal 1988 al 1996 del Panathlon International.

## Palmarès

### Risultati élite
In carriera ha ottenuto i seguenti risultati:
Giochi olimpici
Individuale
- Bronzo nel fioretto a Melbourne 1956

A squadre
- Oro nel fioretto a Melbourne 1956
- Argento nel fioretto a Helsinki 1952

Mondiali
Individuale
A squadre
- Oro nella spada a Il Cairo 1949
- Oro nel fioretto a Lussemburgo 1954
- Oro nel fioretto a Roma 1955
- Argento nel fioretto a Bruxelles 1953
- Bronzo nel fioretto a Parigi 1957
- Bronzo nel fioretto a Filadelfia 1958

Campionati italiani
Individuale
- Oro nella spada nel 1949
- Oro nel fioretto nel 1958

A squadre

### Risultati giovani
Campionati italiani universitari
Individuale
- Oro nella spada nel 1948

A squadre

## Riconoscimenti
- AFiaccola Azzurra dell'Assoc.Naz. Atleti Azzurri d'Italia (1993)
- Abbondino d'Oro@ Città di Como (1995)
- Ordine Olimpico (Ordre Olympique) conferito dal C.I.O. (1998)
- Stella d'oro al Merito Sportivo per l'anno 1997 (C.O.N.I.)
- Medaglia d'oro al valore atletico
- Ghirlanda d'onore (Federation International Cinéma Television Sportifs) - 2000
- Sigillo Longobardo d'Oro della Regione Lombardia (2003)
- ARosa Cummacina dell'Università dell'Insubria (2003)
- Award “Domenico Chiesa” (2009)